# Black Hollow Cage
Pour plus de détails, voir Fiche technique et Distribution.
Black Hollow Cage est un film espagnol de science-fiction écrit et réalisé par Sadrac González-Perellón et produit par Javier Aguayo, sorti en 2017.

## Synopsis
Une jeune fille, traumatisée par la perte de son bras, vit dans une maison isolée au cœur des bois avec son père et son chien-loup. Dans la forêt, elle découvre un grand cube noir qui a le pouvoir d’agir sur le passé…

## Fiche technique
- Titre français : Black Hollow Cage
- Réalisation et scénario : Sadrac González-Perellón
- Costumes : Marta Palomares
- Photographie : Iván Romero
- Montage : Marta Fernandez
- Musique : Sergio Ramis
- Pays d'origine : Espagne
- Format : Couleurs - 35 mm - 2,35:1 - Dolby Digital
- Genre : drame, horreur, science-fiction
- Durée : 105 minutes
- Date de sortie :
  -  Suisse : 4 juillet 2017 (Festival international du film fantastique de Neuchâtel)

## Distribution
- Haydée Lysander : Erika
- Julian Nicholson : Adam
- Lowena McDonell : Alice
- Marc Puiggener : Paul
- Daniel M. Jacobs : le docteur
- Lucy Tillett : Beatrice (voix)
- Will Hudson : David

## Sortie

### Première
Le film est présenté en première mondiale au Festival international du film fantastique de Neuchâtel 2017.

## Distinctions

### Récompense
Le film remporte le prix du jury au Festival international du film fantastique de Puchon, en Corée du Sud.

### Sélections
Black Hollow Cage est également dans la section officielle du Festival international du film de Catalogne 2017 et a été nommé pour le meilleur film, meilleur scénario (pour Sadrac González-Perellón) et meilleure performance (pour l'actrice Lowena McDonell) au Festival international du film de Raindance.